# Војно школство у Србији у 19. веку
Војно школство у Србији у 19. веку зачето у време када је Србија још била под окупационом влашћу Османског царства, тесно је повезана са процесом стварања модерне српске државе и њене војске у 19. веку. С обзиром да су Срби дуго били без државе а и да су живели на туђим територијама, и живот под окупацијом Отоманског царства који је у погледу друштвених односа био примитиван, неразвијен. Такав начин живота у деветнаестом веку снажно је утицао не само на друштвено-економске односе већ и на развој школа.
На самом почетку нововековне српске историје у 19. веку није било много учених и писмених људи, док је научно сазнање било сведено на минимум.  Настава је била привилегија деце богатих и моћних породица, а војно школство имајући у виду да није постојала ни српска војска није ни постојало.
У том смислу следила је реафирмација српске државности а са њом је зачето и стварање официрског кадра и институција војних школа  за њихово образовање.

## Предуслови
Једна од највећих прекретница за националну историју Срба био је почетак Првог српског устанка 1804. године када је обновљена поробљена Србија, која се после пропасти устанка изборила се за аутономију коју је стекла 1815. и независност коју је добила много касније, 1878. године.
У условима борбе против Отоманске империје није се могла очекивати правна утемељеност међусобних надлежности органа и установа. Међутим, устаници су организовали једноставну и релативно ефикасну власт.  Њени централни органи били су: Старешинска скупштина, врховни вожд и Правитељствујући совјет, а функционисале су установе: војска, судови и полиција. Карађорђева војска била је народна војска милицијског типа, ангажована на територијалном принципу. Реч је о респектабилним снагама, које је Карађорђе успео да наоружа и организује у три рода: пешадију, коњицу и артиљерију. Касније, током устанка, формирају се стајаће регуларне јединице које представљају први корак ка модерној војној организацији нове Србије.
Први српски устанак је пропао 1813. године, а османлијска војска окупирала је Београдски пашалук. Београдски везир Сулејман-паша Скопљак дозволио је масовне одмазде над српским становништвом. Увидевши да помоћ споља не треба очекивати, руднички кнез и војвода Милош Обреновић је на сабору у Такову, априла 1815. године, изговорио чувену реченицу: „Ето мене, ето вас, рат Турцима”.  На овај начин настављена је српска револуција, која је сада имала значајније искуство у организацији оружаних снага и, можда најважније, свест да се морају комбиновати дипломатија и војна сила као средства за извојевање независности.
Ратови српског народа за ослобођење од османске власти омогућили су постепено обнављање српске државе, а један од њених темеља за успех у обнови била је управо војска, која је поднала главни терет ратова за ослобођење земље. Водећи ове ратове војска се у исто време се и сама стварала и развијала, а у обновљеној држави активно учествовала у изградњи њених институција.
Српска револуција у 19. веку, обухвата период од Првог српског устанка (1804–1815) до укидања феудализма у Србији (1835), укључујући и Хаџи Проданову буну (1814), Други српски устанак (1815), као и један део владавине кнеза Милоша Обреновића. Посебно је обележена 1835.година као година, социјалне и националне слободе грађана, и покретања школства.
Како је први командни кадар стваран у устаничким снагама током трајања устанка, у првим деценијама 19. века, између 1825. и 1850. године јавили су се први покушаји оснивања и покретања образовања официра за потребе стајаће војске. 
На даљи ток догађаја утицао је Хатишериф из 1930. године када је Кнежевини Србији призната аутономија и дозвољено Србима...држати у служби нужне војнике. Овим документом постављена је основа за уређење Србије, са елементима високе самоуправе у оквиру Турске, али и елементима суверености, као што су признавање представника за преговоре при Порти и држање оружаних снага.  Тако је под видом неке врсте народне школе, покренуто обучавање војника, у војничким-витешким  вештинама у духу којим се Срби одувек одликовали. У пролеће 1831. године кнез Милош је формирао батаљон пешачке гарде, којим је командовао руски официр капетан Михајло Павлов, што јасно указује на спољнополитичко опредељење Србије да јача сарадњу са Русијом. То се не би догодило да је Србија имала школоване официре, што је био недостатак кога је Милош био свестан.

### Законске регулативе и смена власти у Србији и њихов утицај на организацију војске
Након  доношење првог (турског) устава у Србији 1838. којим је успостављен уставобранитељски режим почетком 1840-их година, настало је ново раздобље у организацији српске војске и доношење одредби за школовање њених официра.
Првим законом о војсци из 1839. године, она је планирана за обављање граничне службе, а од 1841. новим законом враћен је статус гарнизоне војске који је имала у време кнеза Милоша, до 1839. године.
Регуларна војска је у првој половини 19. века била размештена у  гарнизонима у Пожаревцу, Крагујевцу а касније у Београду,  и дата у надлежност министра унутрашњих дела, који је војним јединицама су подељене заставе. стр.100 Убрзо су формирана и два ескадрона коњице, чији су припадници били одевени по узору на козаке. Артиљерија је, као засебан род војске, уведена 1836. године, након што је приликом посете Цариграду кнез Милош добио на поклон шест топова и тиме могао да оправда постојање наведеног рода, иако је то наоружање већ поседовао. Исте године формиран је први пук стајаће војске, у чији су састав ушли: по два батаљона пешадије, ескадрон коњице и артиљеријске батерије.
Кнез Милетина буна и Сретењски устав, 1835. године, нису променили политику кнеза Милоша, који је наставио апсолутистичку владавину. Након што је угушио буну, укинуо је Сретењски устав и увео војну управу, ради превентивног деловања због честих оружаних побуна. Доношење такозваног Турског устава, који је предвиђао поделу власти са Саветом, односно извршном власти, доводи до силаска кнеза Милоша са власти, коју препушта најстаријем сину (Михаилу Обреновићу).
Кнез Србије од 1839. до 1842. године био је Михаило Обреновић, али само након три године његова власт се завршила збацивањем 1842. године, од стране,  уставобранитеља који врше династичку смену и на власт долази кнез Александар Карађорђевић а Михајло Обреновић емигрира у Беч.
Под Уставобранитељима (1842–1858),  који су војску ставили у састав Министарства унутрашњих дела, она је била сведена на ниво унутрашње полиције која се старала о очувању унутрашњег реда и поретка у Кнежевини Србији.  То је довело до застоја у војсци који је трајао све до 1845. године.
Новим законом из 1845. године (о Устројенију гарнизоног војинства) војска је остала у истом статусу (гарнизоне војске), с тим што је њен састав донекле био увећан. За време Уставобранитеља основане су и поједине установе и институције које ће бити од великог значаја за даљи развој српске војске.
Законом из 1844. године о Устројенију шпитаља  Централне војске основана је војна болница – претеча Војномедицинске академије; 1848. године, а основана основана је Тополивница, а 1850. и Артиљеријска школа.
Многа превирања која су се дешавала у суседству Кнежевине Србије, налагали су да  се одбрана и стабилности земље, обезбеди и српском војском а то је захтевало квалитетан официрски кадар, што је могуће више школован у војним школама у Србији и добро опремљен модерним наоружањем и војном опремом.
Убрзано наоружавање и организовање војних јединица утицало је и на општи углед војске, па је официрски позив постао у Србији частан, пожељан и прихватљив за све друштвене слојеве.
Међутим због великог проблема недостатка официрског кадра, јер је стајаћа војска  са око 5.000 војника и само 123 официра, и зато је ангажовано 718 руских официра, међу којима и главнокомандујући српске војске генерал Черњајев. То је условило да се 1867. године усвоји допуне Закона која су предвиђале да и странци могу добијати официрске чинове у српској војсци.
Од оснивања Кнежевине готово да није било државне организације чијем формирању и развоју нису допринели српски официри, нити стваралачке области у којој запажене резултате нису оставили лекари, научници, уметници, књижевници и просветитељи у официрској униформи, као заштитници националне идеје у стварању модерне српске државе.

Међутим да би војска Кнежевине а потом и Краљевине Србије могла да одговири свим захтевима, не само све савременијег начина ратовања, већ и развоју официрског кадра и војне доктрине, она је морала да има писмене и образоване људе, каквих је у то време у Србији било веома мало. 
Зато се на образовање у војсци, посебно на школовање официрског кадра, већ од првих деценија 19. века на нашим просторима гледало са изузетном пажњом.
Развоју војног школства претходило је оснивање првих цивилних школа, односно просветних установа у Србији, из којих је у 19. веку изашла читава плејада школованих интелектуалаца и стручњака, свих струка.
Године 1858. Светоандрејска скупштина враћа на власт Михаила Обреновића који војску ставља под своју надлежност преко Главне војне управе. Усвајањем Закона о Устројенију народне војске предвиђа се да се, поред стајаће, формира и народна војска, коју би чинили сви способни мушкарци старости 20 до 50 година, који су имали обавезу да сами набаве оружје. Поред тога, војни рок је скраћен са четири на три године.
После убиства кнеза Михајла 1868. године, формирано је Намесништво које је владало уместо малолетног Милана Обреновића и донело Устав 1869. године. Устав је предвиђао да сваки Србин мора бити војник, изузев државних чиновника. Уследиле су измене и допуне закона о устројству војске; уведен је генералски чин и обавеза да се испитима доказује способност официра за напредовање.

## Прве војне школе у Србији
Од стицања аутономног статуса, 1830. године, у Кнежевини Србији је било више покушаја да се оснује висока војна школа. Прве кораке у правцу формирања војних школа учинио је 1830. године кнез Милош Обреновић, у време када је турским хатишерифом Србији била призната аутономија, а њему, као наследном кнезу, дозвољено да може држати потребан број војника ради одржавања реда и поретка у земљи.
Формирањем првих регуларних јединица, кнез Милош је те исте 1830. године одлучио и за школовање групе младића из свих нахија, и у Пожаревцу формира Гвардијску школу за школовање и обуку војника гардијског батаљона, која је уједно представљала и прву војну школу у Кнежевини Србији. У ту школу која је радила је до 25. новембра 1833. године, примљено је прво 73, а крајем 1830. године још 76 кадета. Први учитељ је био Илија Мандић, Србин из Војводине, који је са кадетима изводио целодневну наставу. Пре подне се учило читање, писање, рачунање, а поподне је извођен војни егзецир. За друге облике специјализоване обуке били су ангажовани други наставници.
Нови корак у школовању официрског кадра учинио је кнез Милош када је донео одлуку да на школовање у Русију пошаље тридесет кадета (из сваког рода војске по десет одабраних Срба), да тамо изуће за официре. По завршетку школовања свршени официри су распоређени у јединице.
Како је ово била краткорочна мера, којом не само да се могао обезбедити доваљан број старешина, већ је Србију вечито чинило зависном од других држава, донета је одлука да се у Србији оснује војна школа по угледу на остале Европске земље.
У децембру 1837. године почела је са радом  после темељних припрема, трогодишња школа под именом Књажевскосербска војена академија са седиштем у Пожаревцу, које је касније премештена у Београд, а затим у Крагујевац. Међутим  већ после шест месеци школа је престала са радом, а њени питомци су наставили школовање на Лицеју у Крагујевцу, основаном јуна 1838. године на темељима Крагујевачке гимназије.
На то су утицали отежани услови у којима је Књажевскосербска војена академија  радила, честа пресељења, затим политичка превирања која су обележила тридесете године 19. века у Србији, као и политички притисци из Турске.

### Артиљеријска школа
Артиљеријска школа основана 1850. године заједно са Тополивницом у Београду сматра се не само првом војношколском установом у Србији већ и претечом данашњег војног факултета у саставу високообразовних установа Републике Србије Војне академије Универзитета одбране у Београду.

#### Оснивање Тополовнице као претече школе
Претеча и нека врста наставне базе будуће Артиљеријске школе, била је Тополовница у Београду основана 1848. године, која је од 14. маја 1849. године добила чисто војнички карактер, као фабрика за ливење топова и топовских ђулади, али и школа за образовање српских официра.
Оснивање Тополивница у Кнежевини Србији, при којој би се основала посебна официрска „теоретичка артилеријска школа“.   имало је значај за  будуће старшине војске, јер би у њој поред практичних искустава у „прављењу калупа и ливењу топова“, усвојиле и основна теоријска знања о „артилериској науци“. (стр,14-15)
Оснивање школе  - 18. март 1850.

Зачетником идеје о оснивању Артиљеријске школе био је Илија Гарашанин, који је у то време био задужен за Гарнизону војску.  У јануару 1850. године Илија Гарашанин је проследио Државном савету предлог пројекта о трансформацији Тополивнице у официрску школу, односно предлог за оснивање Артиљеријске школе, у коме су: 
...готово до појединости били  предвиђени задаци и унутрашње уређење школе, избор наставничког кадра, науке које ће се у школи предавати, затим, бројност класа, упис кандидата и њихове обавезе током школовања, питања материјалног обезбеђења наставе и услови смештаја, унутрашњи ред и дисциплина и, нарочито, статус школе у односу на војне и цивилне власти.
На његов предлог да се оснује Артиљеријска школа у Кнежевини Србији, уз образложење да она треба да унапреди војну спрему Кнежевине Србије, Државни Савет усвојио је тај предлог, а кнез Александар Карађорђевић га је одобрио 18. марта 1850. године.  Тако је настала у народу позната прва војна школа под називом  Војена академија. Ово име она ће званично добити након усвајања предлога о називу школе 1880. године.
Пројекат за формирање Артиљеријке школе сачинио је Франтишек-Фрањо Зах, који је након оснивања школе постао и њен први управник.
Артиљеријска школа, која је основана 18. марта 1850. године, постала је прва војна високошколска установа у Србији, чије традиције данас наставља Војна академија Универзитета одбране у Београду,  која сваке године свечано обележава као Дан Војне академије, дан оснивања Артиљеријске школе.
- Оснивачи и први управник и професор школе
- Кнез Александар Карађорђевић у генералској униформи. Рад Уроша Кнежевића 1852. (Народни музеј, Београд)
- Илија Гарашанин
- Франтишек Александр Зах

#### Почетак рада - септембар 1850.
Прву класу питомаца (њих двадесет троје)   на редовно петогодишње школовање   Артиљеријска школа је примила  у септембру 1850. године. Од  тада Артиљеријска школа, је све до њене трансформације у Војну академију са Нижом и Вишом школом 1880. године, обучавала 276 питомац, од којих је школу завршило 189 питомаца. До српско-турских ратова 1876–1878. године, Артиљеријска школа је ишколовала 10, односно примила на школовање 12 класа (11. и 12. класа су уписане 1874. и 1875. године). У чин официра, односно потпоручника до 1875. произведено је 147 питомаца, а 42 питомца 11. и 12. класе, којима је школовање прекинуто 1876. године због избијања рата, провели су по јединицама и штабовима српске војске на првим командирским дужностима, и произведени су у потпоручнике у току рата (11. класа), односно после његовог завршетка и после завршетка накнадног курса који је организован за 12. класу.
Први управник и професор
Први управник и, уједно први професор, био је артиљеријски капетан,  Фрања (Франтишек) Зах, пореклом Чех.  
Смештај питомаца
Питомци су прво били смештени  у згради Тополивнице, а касније  у новосазиданој згради на углу данашње Немањине и улице Кнеза Милоша. 
Карактеристике школовања
Артиљеријска школа, ико то није у складу са њеним именом, била је општеобразовна војна школа, намењена оспособљавању официра свих родова у српској војсци, што се данас закључује на основу структуре предмета који су се изучавали током тридесет година њеног постојања. Будући официри су ту, заправо, стицали општа, енциклопедијска знања потребна за све родове и службе у тадашњој српској војсци, док се ужем, специјалистичком образовању придавала недовољна пажња.
Поред теоријске наставе, део садржаја у овој школи реализован је и на практичним течајевима на терену, како би се питомцима „...одмах оно, што им се теорически изјашњавало у практичном показати могло“. Практична настава се одвијала после завршетка редовне наставе и спроведених испита, у време годишњих одмора и на теренима углавном око Крагујевца и Страгара или у околини Београда, када би се изводила и фортификацијска вежбања и премеравања.

#### Резултати рада
Иако неки историчари сматрају да је квалитет наведене школске установе упитан, јер наставни кадар није имао европска искуства у стратегији и оператици, доктрина употреба снага била је на много нижем нивоу у поређењу са пруским, аустријским, енглеским, руским и француским војним теоретичарима, што се може и очекивати од новоформираних установа. Ипак остаје чињеница да је она  изнедрила  прве Српске официри, који су поднели главни терет двогодишњег рата против Турске (1876–1878), и у свим ратним сукобима Србије до 1918. године,  као и на бројним дужностима, да би после рата, захваљујући ратном искуству и стеченом знању конструктивно утицали на реорганизацију и модернизацију своје војске. (стр. 19-20)
Од официра који су завршили Артиљеријску школу, у високе чинове и звања произведено је:
- 47 генерала ,
- звање војводе, због изузетних успеха у командовању јединицама у балканским ратовима и Првом светском рату, добили су генерали Радомир Путник, Степа Степановић, Живојин Мишић и Петар Бојовић.

- Део официра који су завршили Артиљеријску школу и потом обављали највише војне дужности
- Војвода Радомир Путник (1912)
- Војвода Степа Степановић (1919)
- Војвода Живојин Мишић (1919)
- Војвода Петар Бојовић (1930)
- Јован Драгашевић
- Љешанин, илустрација из великог илустрованог календара „Орао“ (1877)
- Јован Мишковић

Многи официри са завршеном Артиљеријском школом постали су њени управници (Милојко Лешјанин, Љубомир Ивановић...) или професори, док су Јован Драгашевић и Јован Мишковић, због доприноса развоју војне организације српске војске, војне науке и науке уопште у Србији, изабрани за чланове Српске краљевске академије.
Официре који су у Артиљеријској школи стекли знање и искуство касније су обављали највише дужности у Кнежевини или Краљевини Србији. Међу њима је дужност министра војног обављало 13 официра, министра грађевина 9, министра спољних послова и председника министарског савета један, што доказује да је официрски кадар из те школе утицао не само на развој и напредак српске војске већ и државе и српског друштва у целини.(стр 20-21)
- Део официра који су завршили Артиљеријску школу и потом обављали највише дужности у влади
- Тихомиљ Николић
- Јован Анђелковић, вршилац дужности начелника Главног Генералштаба Војске Србије
- Генерал Стеван Здравковић, дугогодишњи професор и управник Војне академије, министар грађевина у пет влада током три мандата, заступник министра финансија, државни саветник и академик.
- Петар Топаловић

## Војна академија Кнежевине/Краљевине Србије
После српско-турских ратова 1876―1878. године, војска Кнежевине Србије је победоносним биткама не само довела до увећање државне територије већ и обезбедила међународно признање Кнежевине Србије, као независној и сувереној држави на Берлинском конгресу. Али остварењем тих успеха она је истовремено наметнула и себи потребу за убрзанијим школовањем већег броја младих официра, што се није могло извести без темељите реформе војног школства.

Јула 1879. године, на предлог потпуковника Јована Мишковића, министра војног,  одређена је комисија, коју су чинили професори Артиљеријске школе, са задатком да изради пројекат Закона о устројству Војне академије, који је Народна скупштина на свом заседању 18. јануара 1880. године усвојила, а кнез Милан Обреновић потврдио 30. јануара исте године. Према овом закону, Војна академија је дефинисана као 
„научни и васпитни завод, у коме се опремају младићи за официрска места, и у коме млађи официри добијају више стручно образовање за специјалне родове војске и струке“.

### Почетак рада
Војна академија је отпочела с радом школске 1880–1881. године, када су примљени само кандидати 13. класе Ниже школе, а пријем кандидата у Вишу школу није се могао обавити због малог броја пријављених официра.
Решавање проблема уписа и школовања, нарочито официра у Вишој школи, брзо су решени, након све већих потреба војске за школованим официрским кадром због увођења опште војне обавезе у Србији 1883. године...и потребе за усклађивањем законских одредби са реалним стањем у војсци. (стр.23-26)

### Организација
У систему командовања, Војна академија је била „под врховним старањем и налозима министра војног“. Непосредну управу над Академијом имао је „управитељ“, који је морао бити виши официр, без „презрења на род оружја или струку, него на спрему и образованост“
У организационом и наставно-образовном смислу, Војна академија је била подељена на: Нижу и Вишу војну школу.
Закон о устројству Војне академије из 1884. године, уз одређене касније измене и допуне, остао је на снази све до избијања балканских ратова, односно Првог светског рата

#### Нижа војна школа
Нижа школа је била са трогодишњим школовањем, у којој су се школовали „трупни
официри за артилерију, инжињерију, пешадију и коњицу“.
У Нижу школу уписивани су кандидати са завршеном гимназијом или реалком, односно
младићи који су претходно служили у војсци најмање годину дана. У Вишу школу примани су официри до чина капетана II класе свих родова, који су провели „у строју“ бар две године, и са положеним пријемним испитом.

#### Виша војна школа
Виша школа, у трајању од две године, била је намењена за стицање вишег стручног образовања официра (са три специјалистичка курса, за школовање ђенералштабних, инжињеријских и артиљеријских официра).
Од 1880. године почело се и са двогодишњим школовањем приправника за генералштабну струку, која је била у надлежности Главног генералштаба. Критеријуми за прелазак у генералштабну струку били су врло ригорозни, будући да се завршни испит полагао пред комисијом на чијем се челу налазио начелник Главног генералштаба.  Међу првим српским ђенералштабним официрима из ове школе потекли су: Р. Путник (1884), А. Машин (1885), С. Степановић (1889), Ж. Мишић и П. Бојовић (1890).

### Резултати рада
У периоду од 1880. до 1900. године кроз војне школе у Србији прошло је 1.058 официра који ће, заједно са својим млађим колегама, поднети главни терет ослободилачких ратова Србије од 1912. до 1918. године.
Од 1880. до 1911. године од 164 приправника за генералштабну струку испит је успешно положило само њих 55, или 33%, али је Србија захваљујући томе имала изузетно способан генералштабни кор који се доказао, како у планирању и припреми војске за рат, тако и у командовању при извођењу ратних операција кључних година балканских ратова и током Првог светског рата.
Крајем 19. века српски војни теоретичари с великом пажњом су пратили развој војне мисли у Европи, па  на Војној академији проучавају и у великом броју преводе дела познатих европских војних теоретичара. Највише се преводило с руског, немачког и француског језика. Захваљујући томе, у војној Академији школовани војни естаблишмент Краљевине Србије био је у могућности да почетком 20. века заокружи систем војних начела и уобличи доктрину своје војске, која се пред балканске ратове и Први светски рат приближила немачкој и француској офанзивној доктрини маневра.

## Школовање подофицира
У српској стајаћој војсци у 19. веку подофицири су најпре регрутовани од војника који су током трогодишње службе у сталном кадру напредовали од каплара, преко поднаредника, до чина наредника. Како се ово решење  није показало као адекватно од 1866. године установљени су курсеви курсеви за школовање и обуку подофицира.
Војници који су после завршетка курсева унапређивани у подофицире, имали су могућност да остану у стајаћој војсци и да се даље усавршавају, а они који су је напуштали војску, постајали су потенцијални старешински кадар у народној војсци. Након што је 1861. године донет је Закон о устројству народне војске чије је формирање и организовање у Србији почело 1860-их година.

### Подофицирска школа
Припреме за формирање подофицирских школа отпочеле су одмах после Српско-бугарског рата 1885. године, када је Законом о устројству војске из 1886. године било предвиђено формирање две сталне подофицирске школе.
Међутим до реализације овог пројекта дошло тек четири године касније августа 1889. године, када је прво донета Уредба о устројству Подофицирске пешадијске школе за стални кадар, а затим 1890. године и Уредба о устројству Артиљеријске подофицирске школе за стални кадар.
Тако су настале две подофицирска школе у којима је школовање трајало две године. Након завршеног школовања  кандидати су преузимали обавезу да у наредном четворогодишњем периоду служе у кадру као подофицири.
Осим Пешадијске и Артиљеријске подофицирске школе, средином 1896. године основана је Инжињеријска подофицирска школа, а 1899. и Коњичка подофицирска школа, чиме је завршен процес оснивања подофицирских школа за сваки род војске у Краљевини Србији.

## Значај школованих официра за развој Србије
Захваљујући сарадњи војске са просветним установама у Србији, која је у континуитету трајала шездесетак година 19. век, обезбеђна је читава плејада војника, првенствено официрима, која ће потом дати највећи допринос научном, културном и просветном сазревању нације у овом, изузетно важном периоду српске историје. Међу њима су били и они у војним областима, школованих у земљи али и иностранству, који ће у другој половини 19. века постати искусни  војни  стратези успешни научници и команданти, војни писци и професори војних наука, попут:
- генерал Јован Мишковић, министра војног и реформатора, академика, једног од најобразованијих српских официра свог времена;
- генерал  Ранко Алимпић, професора и управника Артиљеријске школе
- генерал Милојко Лешјанин,  управника Артиљеријске школе и министра војног;
- генерал Димитрије Ђурић, дугогодишњег професора и управника Војне академије, врсни теоретичар, посебно у области тактике;
- почасни генерал, академик Јован Драгашевић, професора у Артиљеријској и Великој школи, истовремено политички активиста, војни писац и песник;
- генерал, академик Живко Павловић, врсни командант, стратег и професор, великан српске војне мисли и први управитељ Војне академије после завршетка Првог светског рата;
- генерал Стеван Здравковић, дугогодишњи професор и управник Војне академије, министар грађевина у пет влада током три мандата, заступник министра финансија, државни саветник и академик
- генерала Петар Пешић, наставник тактике на Војној академији, министар војни, начелник генералштаба војске Краљевине Југославије, сенатор и један од најистакнутијих војних писаца у Србији с почетка 20. века.
- пуковник Хипократ (Владан) Ђорђевић (1844 —  1930) војни лекар, оснивач Војне болнице у Нишу, књижевник, политичар, председник министарског савета Краљевине Србије, санитетски пуковник и оснивач Црвеног крста Србије и Српског лекарског друштва.

- Део официра академика, професора, државника, лекара, књижевника...
- Генерал Ранко Алимпић
- Генерал Живко Павловић
- Генерал Петар Пешић
- Пуковник Хипократ (Владан) Ђорђевић